# Pelecopsis malawiensis
Pelecopsis malawiensis là một loài nhện trong họ Linyphiidae.
Loài này thuộc chi Pelecopsis. Pelecopsis malawiensis được Rudy Jocqué miêu tả năm 1977.